# Wake me up
〈Wake me up〉(웨이크 미 업)은 쿠라키 마이의 2번째 DVD 싱글이다. 2014년 2월 26일에 노던 뮤직에서 DVD 싱글로 발매되었다.
전작 〈TRY AGAIN〉에서 약 1년만이 되는 신곡이며, DVD 싱글로는 2011년 발매한 〈Strong Heart〉 이래로 2번째이다. 데뷔 15주년을 맞는 쿠라키 마이의 15주년 YEAR 제1탄 발매 작품으로 발표되었다.
일반적으로는 초회한정반과 통상반의 2형태로 발매. 팬 클럽 회원과 Musing 회원 한정으로 FC & Musing반이 발매되었다. 3형태 모두 자켓 사진이 달라져있다. FC & Musing반에는 특전으로 〈Wake me up〉 Music Clip 메이킹 영상 시청 URL · QR 코드, MAI KURAKI ORIGINAL 휴대전화 대기화면 다운로드 URL · QR 코드가 들어있다. 또, FC & Musing반의 자켓은 아날로그 레코드 LP반 사이즈 사용으로 되어있다.
노래는 2014년 애니메이션 영화 《마녀 배달부 키키》의 주제가이며, 본작의 뮤직 클립에는 주인공 키키 역의 코시바 후카가 출연하고 있다.

## 싱글 수록곡
DVD
1. Wake me up (Music Clip)
2. Wake me up (Live @Mai Kuraki COUNTDOWN LIVE 13-14 ~아RE:가토!일기일회!~)(#Wake me up (Live @Mai Kuraki COUNTDOWN LIVE 13-14 〜あRE:がとう!一期一会!〜))

Bouns Disc (CD)
1. Wake me up
  - 작사: 쿠라키 마이, 작곡 · 편곡: 토쿠나가 아키히토

2. always giving my heart
  - 작사: 쿠라키 마이, 작곡 · 편곡: 토쿠나가 아키히토

3. Wake me up (Instrumental)